# Micaelamys granti
Micaelamys granti es una especie de roedor de la familia Muridae.

## Distribución geográfica
Es endémica de Sudáfrica.

## Hábitat
Su hábitat natural son: matorral clima tropical o subtropical seco y zonas rocosas.